# Haeromys
Genre
Haeromys est un genre de rongeurs de la sous-famille des Murinés.

## Liste des espèces
Ce genre comprend les espèces suivantes :
- Haeromys margarettae (Thomas, 1893)
- Haeromys minahassae (Thomas, 1896)
- Haeromys pusillus (Thomas, 1893)